# Williams Kalimán
Williams Carlos Kalimán Romero (Chuquisaca, 5 de diciembre de 1962) es un militar boliviano, ex comandante en jefe de las Fuerzas Armadas de Bolivia, conocido por ser quien le ordenó a Evo Morales que renunciara durante la crisis política en Bolivia de 2019.

## Biografía
Kaliman tomó el curso de Comando y Estado Mayor, el 2003, en la Escuela de las Américas/WHINSEC del Ejército de los Estados Unidos. El 6 de agosto de 2018, calificó de antipatrias a los opositores, por lo que fue denunciado penalmente por discriminación, delitos de acción pública, incumplimiento de deberes y resoluciones contrarias a la Constitución y las leyes.

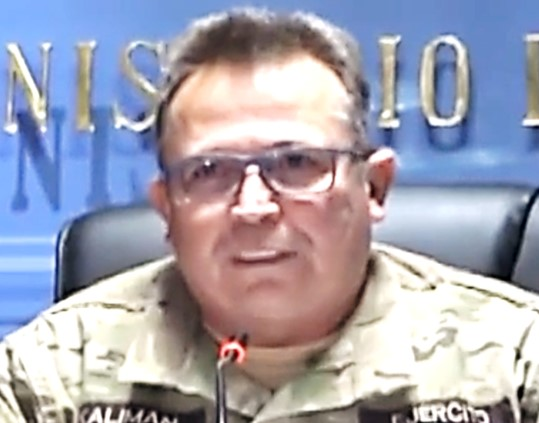
Willams Kaliman en septiembre de 2019.

En 2019 sugirió al presidente Evo Morales que renunciara después de las elecciones generales de Bolivia de 2019 que generaron protestas. Posteriormente puso su cargo junto a otros comandantes a disposición, fue remplazado por Carlos Orellana, después de que Evo Morales se refugiara en México. El 11 de marzo de 2021, la Fiscalía del nuevo gobierno de Luis Arce emitió una orden de arresto en su contra bajo acusaciones de Golpe de Estado contra Morales.